# 리메스
리메스 (līmes,  단수형: līmitēs)는 주로 게르마니아 국경 방어나 로마 제국의 국경을 나타내는 고대 로마의 경계 구분 체계에 사용되는 현대 용어이며, 그렇지만 이런 목적으로 로마인들이 사용하지는 않다. 이 용어는 동방과 아프리카 등에는 로마 제국의 국경 방어선을 나타내는등 그 의미가 확장되었다.
리메스는 종종 로마의 요새들과 연관 지어지지만, 이 개념은 로마가 병력을 가지고 느슨한 지배권을 행사하는 인접 지역들에는 적용될 수 있다.

## 개요
로마의 국경은 브리타니아 북부의 대서양 해안에서 유럽을 거쳐 흑해까지, 그리고 그곳에서 홍해까지 그런 다음 북아프리카를 거쳐 대서양 해안까지 5,000 킬로미터 (3,100 mi)가 넘게 펼쳐져 있었다. 현재 남아있는 ‘리미테스’는 소수의 성벽, 도랑, 요새, 민간 정착지 등으로 구성되어 있다. 리메스의 일정한 영역은 발굴되었고, 일부는 재건되었으며, 일부는 파괴되었다. 독일에 있는 리메스 두 지구는 독일 북서부에서 남동쪽의 다뉴브강 유역까지 550 킬로미터 (340 mi) 범위를 차지하고 있다. 118 km 길이의 하드리아누스 방벽은 로마 속주인 브리타니아의의 최북단 국경 지역에 서기 122년경쯤 하드리아누스 황제의 명으로 건설되었다. 하드리아누스 방벽은 군사 지역의 리메스에 관한 분명한 예시이며 고대 로마의 방어 방식과 지리적 전략을 보여주고 있다. 스코틀랜드에 있는 60km 길이의 안토니누스 방벽은 북방의 야만인들에 대한 방어시설로서 서기 142년에 안토니누스 피우스 황제의 명으로 지어졌으며, 로마의 최북서단 리메스 부분을 구성하였다.
리메스의 군인들은 ‘리미타네이’라고 일컬어졌다. 로마 정규군과 비교했을 때, 이들은 이탈리아 출신들보다는 토착민들의 후손들이었고, 봉급이 적었으며, 전반적으로 덜 뛰어나게 취급당하는 경향들이 좀 더 있었다. 거기다, 이들은 대규모 전쟁에 적합하기보다는 중소 규모의 약탈을 저지하는 데에 맞춰져 있었다.
로마 국경 방어선의 대표적 예시들은 다음과 같다:
- 하드리아누스 방벽 – ‘리메스 브리타니쿠스’ (UNESCO 세계문화유산 ID 430bis–001)
- 안토니누스 방벽 – 스코틀랜드 (UNESCO 세계문화유산[3][4])
- 색슨만 - 잉글랜드 동남부에 있는 후기 로마의 리메스
- ’리메스 게르마니쿠스’ -  게르마니아 수페리오르 & 라이티아 리메스 (UNESCO 세계문화유산 ID 430bis–002)
- ’리메스 아라비쿠스’ - 사막을 마주하고 있는 아라비아 페트라이아 속주의 국경선
- ’리메스 트리폴리타누스’ - 사하라 사막을 마주하고 있는 오늘날 리비아에 위치한 국경선
- ’리메스 알루타누스’ - 다키아 속주에 있는 동부 국경선
- ’리메스 트란살루타누스’ - 다뉴브 하류에 있는 국경 방어선
- ’리메스 모이시아이’ - 세르비아의 싱기두눔에서 몰다비아의 다뉴브강을 따라 있는 모이시아 속주의 국경 방어선
- ’리메스 노리키’ - 다뉴브강을 따라 인강에서 오스트리아의 칸나비아카 (차이젤마우어볼프파싱)까지 이어지는 노리쿰 속주의 국경 방어선.
- ’리메스 판노니쿠스’ - 오스트리아의 클로스터노이부르크에서 세르비아의 타우루눔까지 다뉴브강을 따라 있는 판노니아 속주의 국경 방어선.
- ’포사툼 아프리카이’ 북아프리카의 아프리카 속주 남부까지 뻗어 있는 로마 제국의 남부 국경선

## 어원
‘리메스’(limes), 그리고 속격(屬格) 형태에서 보여질 수 있는 ‘리미트-‘(limit-), ‘리미티스’(limitis) 등의 어간은 라틴어와 관련된 많은 언어들에 있는 전체 단어의 조상임을 나타내고 있으며 예시로 영어의 limit 혹은 프랑스어의 limite가 그러하다. 라틴어 명사 리메스(복수형 līmitēs)는 길 혹은 밭의 경계를 정하는 장애물, 경계선, 길 혹은 통로, 샘길 같은 물길, 어떠한 구별 및 차이 등 많은 다양한 의미를 담고 있다. 이 용어는 또한 서기 3세기 이후로 ‘둑스 리미티스’(dux limitis)의 지휘하에 있는 군사 지역을 나타내는 데 일반적으로 사용되기도 했다.
‘Indogermanisches Etymologisches Wörterbuch’에서 율리우스 포코르니의 어원 연구에 따르면 리메스는 ‘접히다’, ‘굽히다’ 등을 의미하는 인도유럽어 ‘엘-‘(el-), ‘엘레이-‘(elei-), ‘레이-‘(lei-)에서 유래했다고 하였다. 포코르니에 따르면, 집을 드나드는 곳에 있는 돌인 문지방을 뜻하는 라틴어 ‘리멘’(limen)은 리메스와 관련되어 있다고 한다. 일부 학자들은 리메스를 일종의  문지방으로 보기도 하였다. 메리암웹스터(Merriam–Webster) 사전은 ‘Etymologisches Wörterbuch des Griechischen’에서 ‘leimon‘에 대해 J. B. Hofmann이 그랬듯이 이 관점을 띠고 있다. ‘The White Latin Dictionary’은 어떠한 연관성을 거부하고, ‘묶다’를 뜻한 *leig-에서 리엔(lien)을 이끌어낸 거처럼 *ligmen에서 ‘리멘’(limen)을 이끌어내었다. 이 의견에서, 문지방은 출입구와 같이 연관되어 있다.  W. Gebert는 또한 리메스를 다루는 논문을 썼다.
일부 전문가들은 암미아누스 마르켈리누스의 한 부분을 언급하면서, 게르마니아의 리메스가 동시대 사람들한테 ‘무니멘툼 트라이아니’(트라야누스의 보루)라고 불렸을 수 있다고 하며, 마르켈리누스에 따르면 율리아누스 황제가 서기 360년에 이 요새를 재점령하였다고 한다.

## 유럽 지역

### 브리타니아와 갈리아

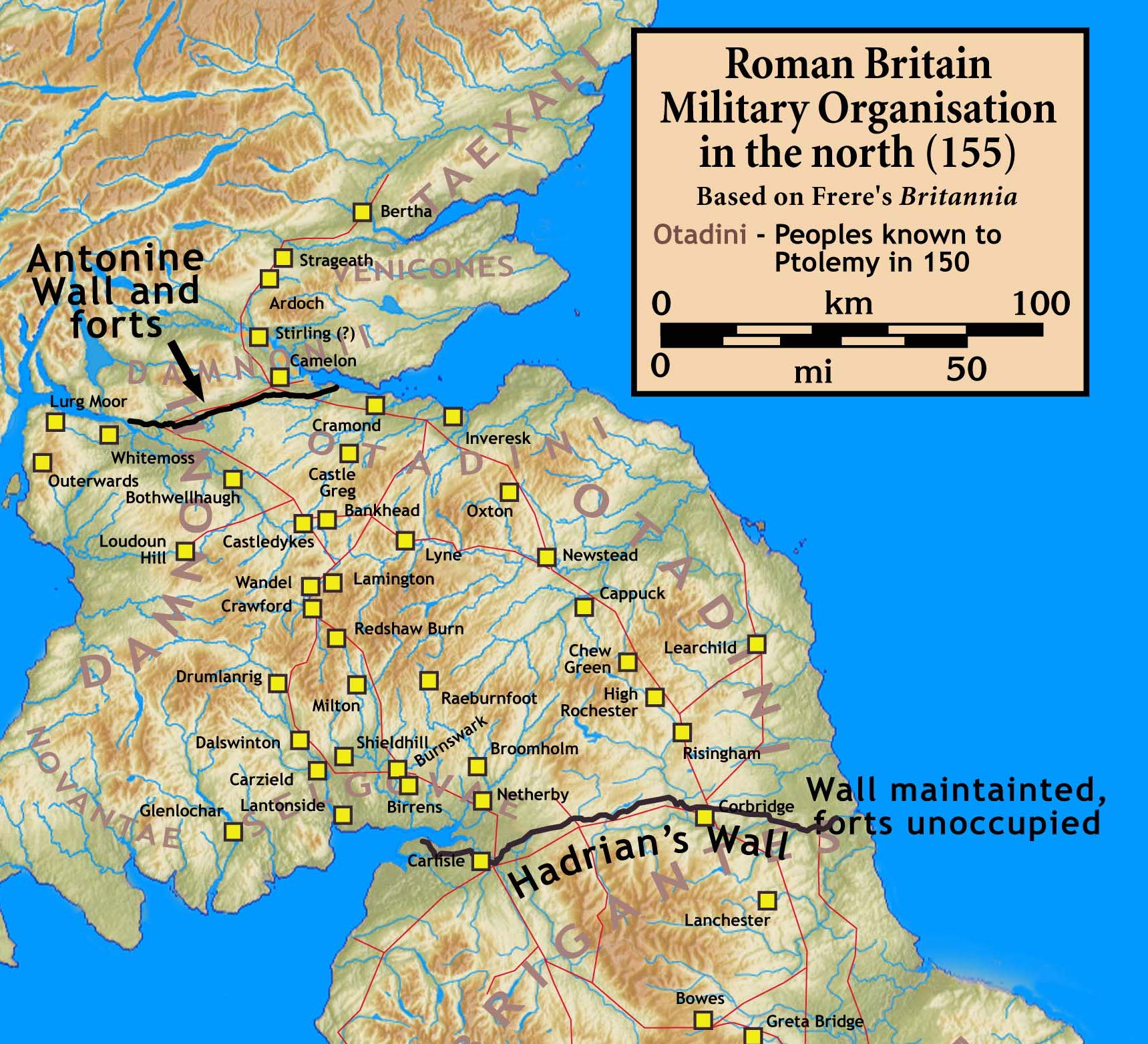
서기 155년 무렵의 브리튼섬 북부에 있는 요새와 성곽 (하드리아누스 방벽 남쪽과 남쪽 아래에 있는 요새들 대부분은 생략되었다).

브리타니아의 리메스는 서기 1세기부터 5세기까지 존재했으며 다음의 속주들에 두루 걸쳐 있었다:
- ‘브리타니아 인페리오르’
- ‘브리타니아 수페리오르’

브리튼섬의 리메스 (리메스 브리타니쿠스)는 오늘날 영국의 잉글랜드, 스코틀랜드, 웨일스 지역들에 존재했었다. 1세기부터 2세기까지, 일련의 로마군 주둔지, 감시탑들 등과 더불어 개스크 릿지와 스탠게이트 등이 브리타니아 속주의 북쪽 경계를 나타내었다. 이후에 포스만과 클라이드만 사이에 있는 북쪽의 지협은 안토니누스 방벽이 보호를 받았고 그리고 타인강 하구와 솔웨이만 사이에 있는 경계선은 하드리아누스 방벽의 보호를 받았다. 하드리아누스 방벽의 주변 방어시설은 저지대에 있는 로마군 주둔지 (카스텔라)로써 확보되었으며, 이 주둔지들은 북쪽에 있는 주요 도로들을 따라 지어졌다. 서쪽과 동남쪽 해안가에 있는 방범 및 감시는 인페리오르 지역에 있는 주둔지 및 해안선과 주요 도로들을 따라 있는 일련의 감시탑, 신호탑 등을 통해 이뤄졌다.
주둔 병력인 엑세르키투스 브리타니쿠스(Exercitus Britannicus)는 보조군 소속 코호르스들로 대부분 이뤄졌다. 전략 예비는 에부라쿰 (요크), 이스카실루룸,  데바 등에 주둔했던 세 개 군단으로 구성되었다. 대영제도 해역 주변의 감시 및 감독은 루투피아이(리치보로)에 본부를 두던 클라시스 브리타니카였다. 군단 및 보조군 코호르스, 함대 등은 속주 총독의 통제를 받았다. 3세기부터, 코미타텐세스, 리미타네이, 리부르나리아 (해병) 등의 부대들은 다음의 두 지휘관의 지휘 하에 있었다:
- 코메스 브리타니아룸
- 둑스 브리타니아룸

### 색슨 해안

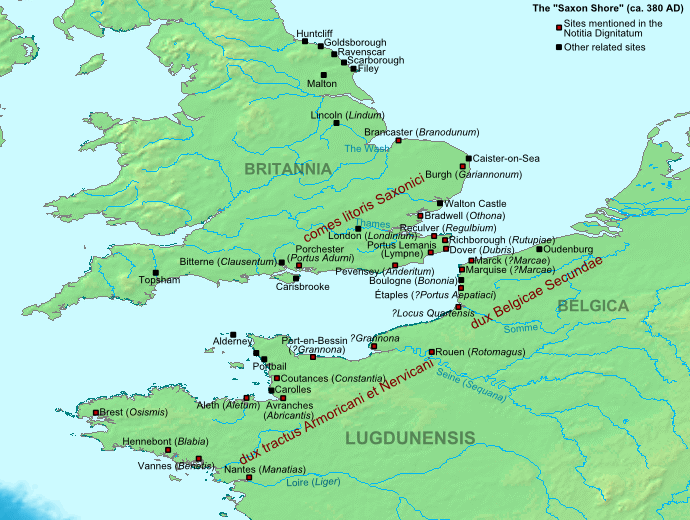
색슨만에 있는 브리타니아와 갈리아의 요새 지도

색슨 해안의 리메스는 서기 3세기에서 5세기까지 존재했으며 다음의 속주들에 위치했다:
- 브리타니아 인페리오르
- 벨기카
- 루그두넨시스
- 아퀴타니아

고대 후기의 이 리메스는 현재 영국과 프랑스 영토를 가로질러 펼쳐져 있었다. 3세기에, 병도의 군사 구역인 ‘리투스 삭소니쿰’(Litus Saxonicum)이 색슨족 해적 및 약탈자 몰아내기 위해 워시만과 솔런트 해협 사이에 있는 영국해협의 브리튼제도쪽 해안에 설치되었다. 갈리아쪽 영국해협과 대서양 해안도 포함되었다. 해안가에 대한 감독 및 감시는 일련의 감시탑 혹은 신호탑, 주둔지, 요새 (갈리아) 등을 통해 이뤄졌다. 색슨 해안의 주둔지 대부분은 아마도 해군 기지 역할을 했을 것이다.
주둔지의 병력들은 보병들과 일부 기병대들로 구성되었다. 영국해협의 감시 및 감독은 ‘로쿠스 콰르텐시스’(Locus Quartensis, 포르데타플)에 본부를 두고, 솜강 하구를 지키던 ‘클라시스 브리타니카’와 ‘클라시스 삼브리카’의 책임이었다. 이곳 리메스의 코미타텐세스, 리미타네이, 리부르나리아 등의 부대 들은 다음 지휘관들의 지휘 하에 있었다:
- 코메스 리토리스 삭소니키 페르 브리탄니암 (색슨 해안 백작)
- 둑스 벨기카이 세쿤다이
- 둑스 트락투스 아르모리카니 에트 네르비카니

### 게르마니아 인페리오르

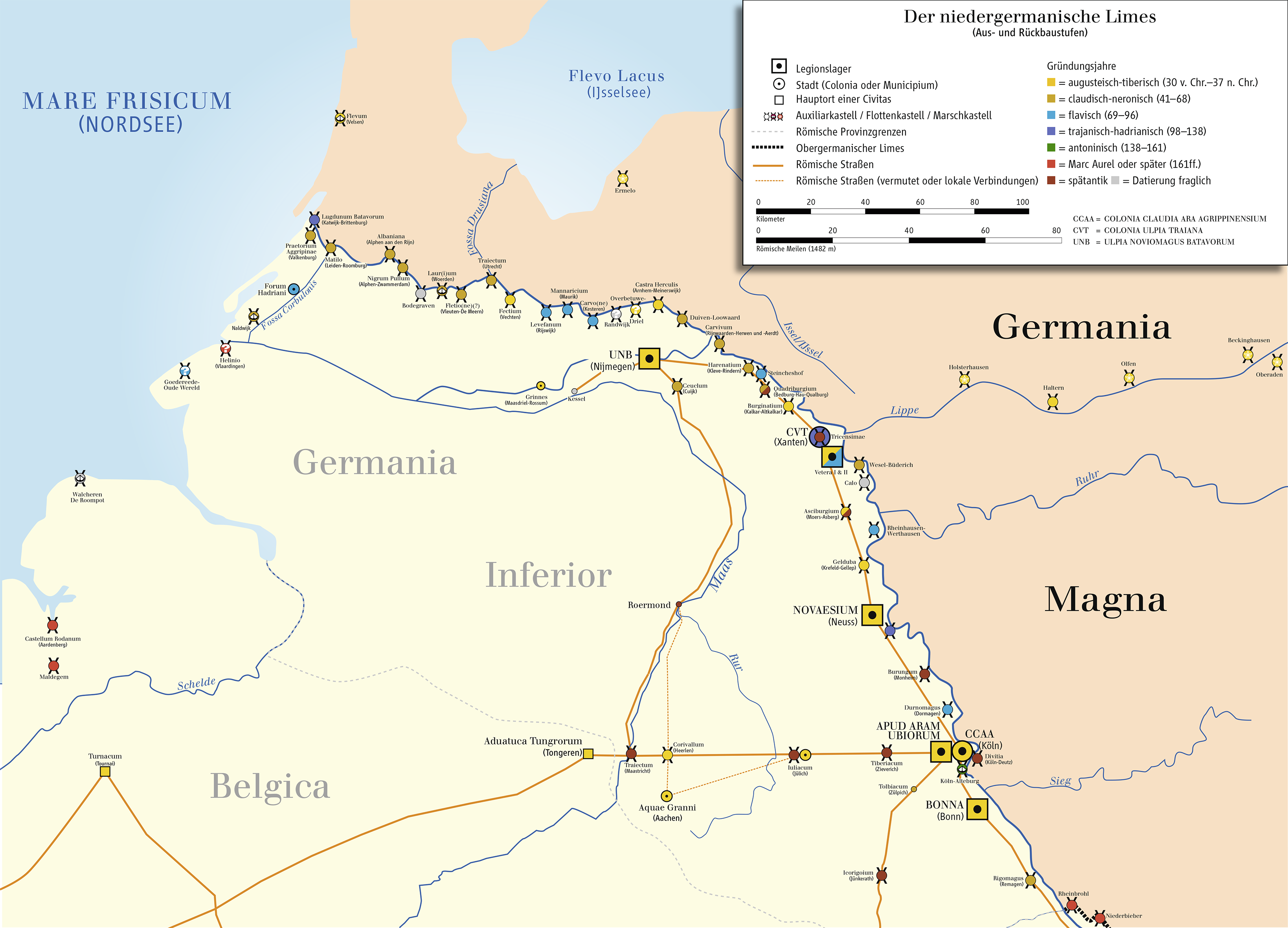
게르마니아 인페리오르에 있는 군단 주둔지와 요새에 대한 지도

이곳의 리메스는 서기 1세기부터 5세기까지 존재했고 게르마니아 인페르오르 속주에 펼쳐져 있었다.
게르마니아 인페리오르의 리메스는 오늘날 네덜란드와 독일 영토에 있었다. 이 리메스는 라인강에 있는 강 국경(limes ripa)로, 북해 (캇베이크-브리텐뷔르흐 주둔지)에서 핑크스트바흐 (게르마미아 수페리오르 리메스에 있는 라인브롤 요새 반대편) 일련의 주둔지들의 보호를 받았으며, 게르마니아 인페리오르와 게르마니아 수페리오르 속주 간의 경계를 형성하였다. 게르마니아 인페리오르-라이티아 리메스와는 대조적으로, 이곳은 견고한 팔리세이드나 성벽으로 이뤄지지 않았다. 또한 어떠한 참호나 성곽도 확인되지 않았다. 수비대들은 인근 카스트라에 배치되었고 감시탑들은 항상 라인강 근처에 건설되었다. 리메스는 고도로 발달된 군사 도로로 연결되었고, 리메스 내의 각 주둔지들은 자기네만의 하구항이나 잔교(棧橋) 그리고 저목장을 두었는데, 라인강 경계뿐만아니라 이 지역 내 최고 중요 운송 수단, 무역로였기 때문이었다. ‘리고마구스’ (레마겐)와 ‘본나’ (본) 등 주둔지 사이에 있던 제1구역 내에, 소수의 주둔지만이 존재했다. 본나와 ‘울피아 노비오마구스 바타보룸’ (네이메헌) 사이에 있는 제2구역 및 중부 구역에는, 상당히 많은 주둔지가 있었다. 이곳에는 또한 커다란 군단 막사도 있었으며, 한 곳을 제외하면 모두가 기병 주둔지였다. ‘울피아 노비오마구스 바타보룸’과 ‘마레 게르마니쿰’ (북해) 사이에 있던 제3구역의 모습은 여러 작은 개울과 늪지대가 특징이었다. 따라서, 이 지역에는 기병 주둔지 한 곳만이 있었다. 이곳의 국경 감시는 촘촘하게 채워지고, 상대적으로 작은 코호르스 주둔지들로 주로 이뤄졌었다.
주둔군인 ‘엑세르키투스 게르마니아이 인페리오리스’(Exercitus Germaniae Inferioris)는 주로 보조군 코호르스로 구성됐다. 2세기부터, 전략 예비는 ‘본나/‘본, ‘노바이시움/‘노이스, ‘베테라/‘크산텐, ‘노비오마구스/‘네이메헨 등에 주둔한 세 개 군단으로 이뤄졌다. 북해, 라인강 어귀, 라인강 하류 등의 통제 및 감시는 ‘콜로니아 클라우디아 아라 아그리피넨시움’/쾰른에 본부를 둔 ‘클라시스 게르마니카의 책임이었다. 군단, 보조군, 함대의 부대들은 각각 속주 총독의 지휘를 받았다. 3세기부터 ‘리펜세스’ (강 수비대), ‘코미타텐세스’,  ‘리부르나리아’(liburnaria)는 ‘둑스 벨기카이 세쿤다이’의 지휘를 받았다.

### 게르마니아 수페리오르와 라이티아

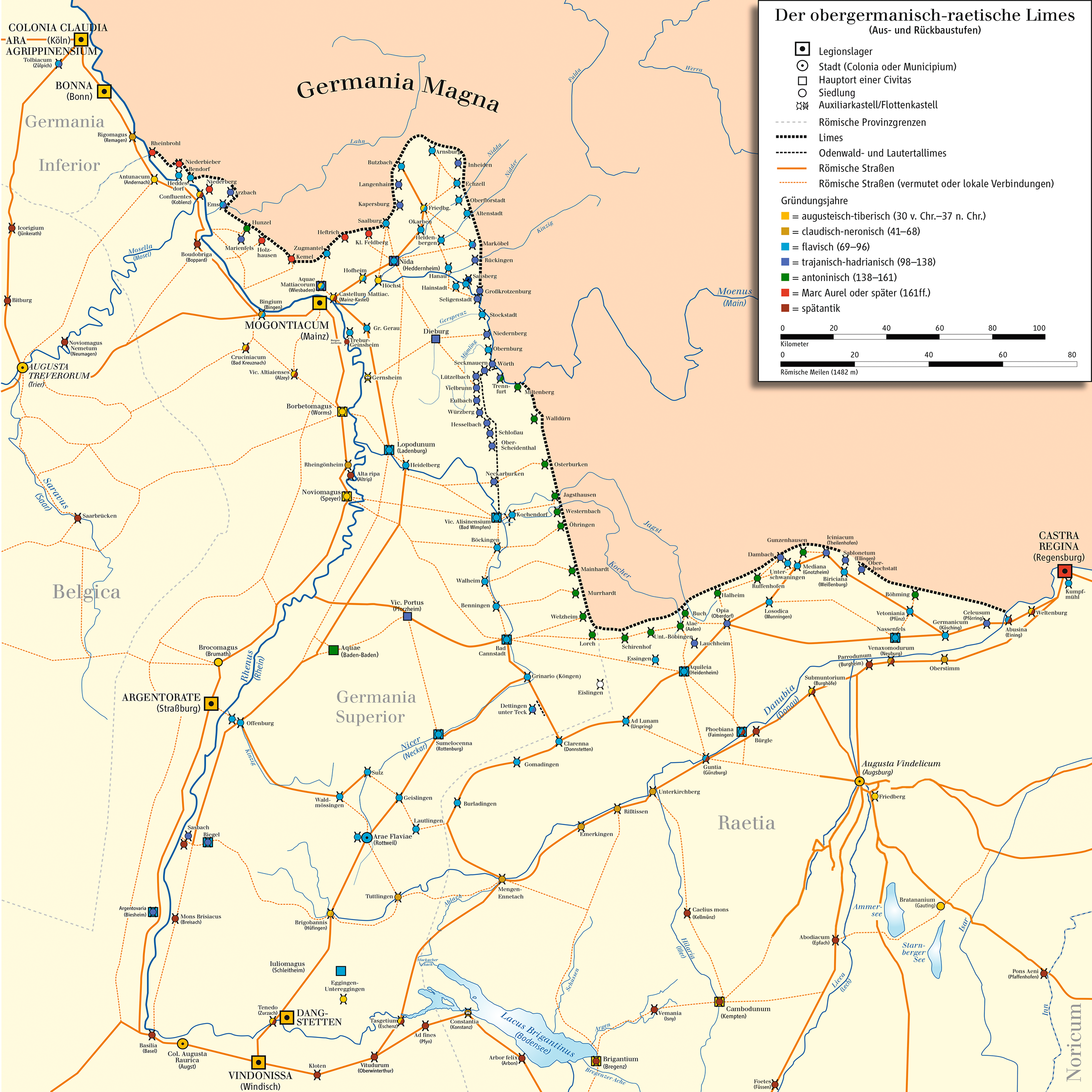
게르마니아 수페리오르-라이티아 리메스의 지도

이 리메스는 서기 1세기부터 5세기까지 존재했고 다음의 속주들을 보호하였다:
- ‘게르마니아 수페리오르
- ‘라이티아’

현재 독일 영토인 라인란트팔츠, 헤센, 바덴뷔르템베르크, 바이에른 등에 있었다. 이곳 리메스는 북쪽으로는, 도나우강의 북쪽에 접하고 있던 라이티아 속주와 접해있었고 라인강 동쪽에 있던 게르마니아 수페리오르의 동쪽을 지켰다. 게르마니아 수페리오르 내에 국경 방어선은 초기에는 역로만으로 구성되었다. 서기 162/63년경에, 로마인들은 감시탑, 신호탑, 팔리새이드, 호, 토루 등을 갖춘 방어용 목책을 건설했다. 라이티아 리메스의 한 짧은 구역에는, 튼튼한 돌벽이 세워지기도 했었다. 마지막 구간에 위치한, 게르미니아 수페리오르-라이티아 리메스는 대략 550 킬로미터였고, 라인란트팔츠 북부 지역의 노이비트 내에 있는 라인브롤에서 멀리는 도나우강 일대의 히엔하임까지 펼쳐졌다. 오스터부르켄과 벨츠하임 사이에 있는 리메스는 남쪽을 향해 거의 직각으로 81 킬로미터 뻗어있다. 학술서에서, 이 독특한 리메스는 이 유형의 방벽이 방어 목적으로 절대 사용되비 않았다는 것에 대한 증거로 여겨진다.
이 리메스의 보호를 받았던 ‘아그리 데쿠마테스’ 지역은 서기 260-285년에 로마인들이 철수해야만 했다. 로마인들은 군 주둔지를 라인강과 도나우강 어귀로 물렸는데, 이 지역들은 군사적으로 방어하기 훨씬 더 용이하였다. 게르마니아 수페리오르와 라이티아 사이의 경계를 따라 있는 리메스의 정확한 경로큰 아직까지 완전히 조사되지 않았다. 4세기 말과 5세기 초에, 라이티아 리메스는 재편성되었고 세 개 지역으로 나뉘었다. 라이티아의 북쪽 경계는 ‘파르스 수페리오르’(pars superior, 상부 지역)를 형성하였고, 서쪽 경계는 요새화된 마을인 캄보두눔과 ‘베마니아’ (이스니임알고이)에서 ‘카실라쿰’(Cassilacum, 메밍겐)에 이르는 주둔지들이 있는 ‘파르스 메디아’(pars media, 중부 지역)이 있었다. ‘파르스 인페리오르’(pars inferior, 하부 지역)는 ‘카스트라 레기나’(Castra Regina, 레겐스부르크)와 ‘바타비스’(Batavis, 파사우) 사이 지역에 있었다.
주둔군인 ‘엑세르키투스 게르마니아이 수페리오스’(Exercitus Germaniae superioris)와 ‘엑세르키투스 라이티쿠스’( Exercitus Raeticus) 등은 대부분이 보조군 코호르스로 이뤄졌다. 2세기부터, 전략 예비는 ‘모곤티아쿰/‘마인츠, ‘아르겐토라테/‘스트라스부르, ‘카스트라 레기나’/레겐스부르크에 배치되어 있던 세 개 군단으로 구성되었다. 게르마니아 수페리오르의 감시는 ‘클라시스 게르마니카’의 임무였고, 라이티아 지역의 도나우강 감시는 ‘아퀸쿰’/부다페스트에 본부를 두었던 ‘클라시스 판노니아’ 담당이었다. 군단과 보조군 코호르스는 속주 총독의 지휘 하에 있었다. 3세기부터 게르마니아 수페리오르-라이티아 경계 병력 (코미타텐세스, 레펜세스, 리부르나리아) 등은 다음의 지휘관들의 통제 하에 있었다:
- ‘둑스 라이티아이’
- ‘둑스 모곤티아켄시스’
- ‘코메스 트락투스 아르겐토라텐시스’

### 다뉴브-일러-라인 리메스 (DIRL)

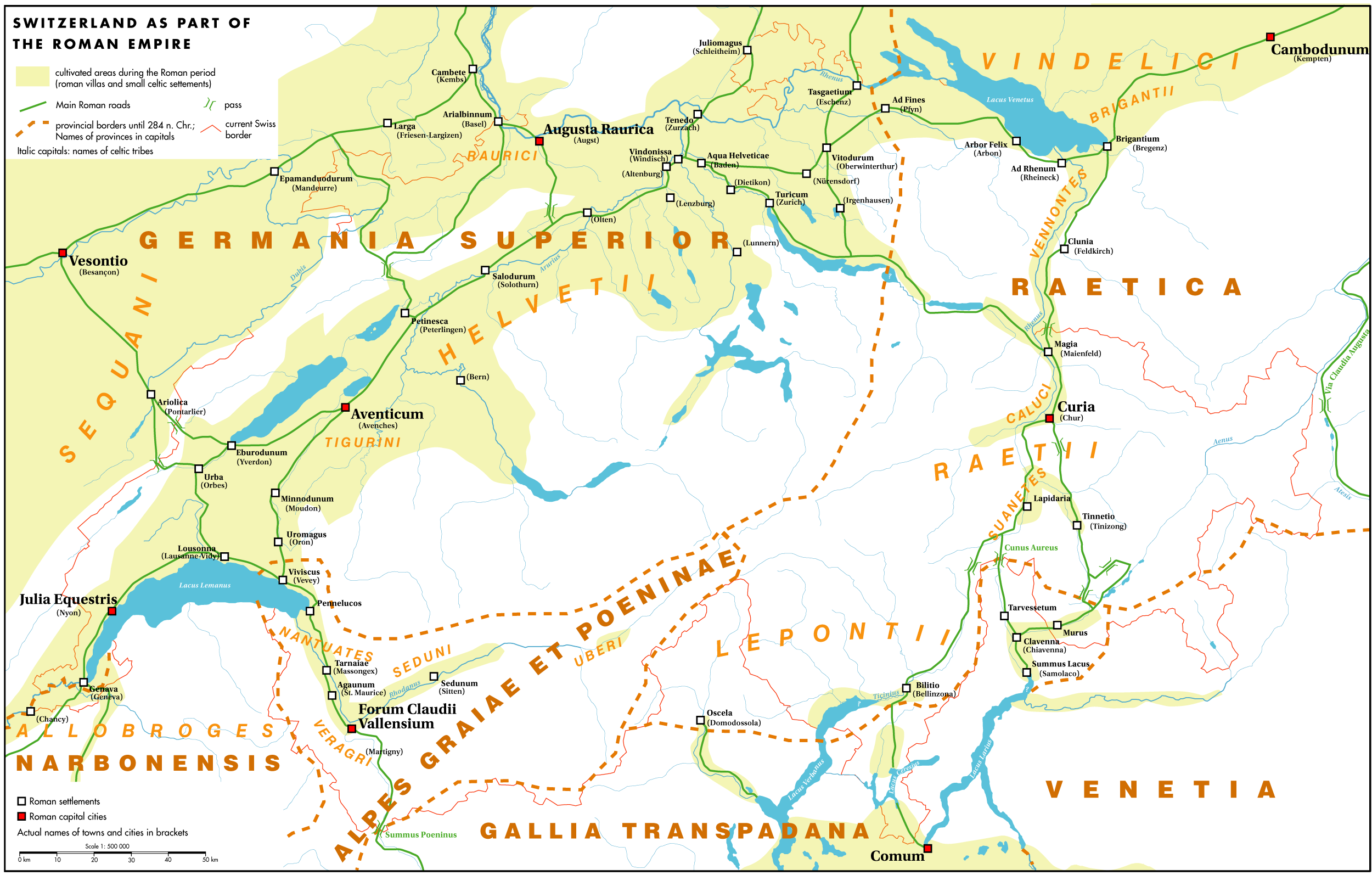
서기 3세기에 ‘막시마 세쿠아노룸’(Maxima Sequanorum)과 ‘라이티아 I’ 속주의 내륙과 라인강-콘스탄체 호수에 있는 로마 주둔지의 위치.

이 리메스는 3세기부터 5세기까지 다음의 속주를 보호하였다:
- 게르마니아 수페리오르
- 라이티아

오늘날 독일, 오스트리아, 스위스, 리히텐슈타인 영토에 있었다. 이르면 기원전 15년에서 대략 서기 15년 시기에, 로마와 게르마니아 간의 국경은 로마인들이 아그리 데쿠마테스가 있는 북쪽으로 전진하기 이전엔 고대 후기 다뉴브-일러-라인-리메스(DIRL)를 따라 주로 뻗어 있었다. 병력 철수와 대규모 야만인들의 침공 때문에, 게르마니아 수페리오르-라이티아 리메스는 3세기 말에 버려졌고 로마군은 국경을 강 세 곳의 어귀로 내렸다. 특히 300년경에는, 디오클레티아누스 황제가 강어귀나 이곳 내륙 지대에 있는 핵심 도로들에 새로운 요새들을 짓기도 하였다. 서기 370년경엔, 요새 방어선이 점차 남진해오단 알레만니족들에게 대항하기 위해 발렌티니아누스 1세 황제가 상당한 보강 작업을 실시했다. 게르마니아 수페리오르-라이티아 리메스와는 대조적으로, DIRL은 주로 방어 목적을 실시하였다. 이곳의 주둔지는 이전의 제정 시대의 것들보다 훨씬 컸다. 추가적으로, 대부분의 경우 지역 지형에 맞게 지어졌다. 이것은 이곳의 주둔지들이 고전적인 트럼프 카드 형태로 지어지지 않았음을 뜻한다. 이 주둔지들 사이에는 촘촘한 감시탑과 신호탑들이 추가적인 감시 조치를 취할 목적으로 지어졌다 (‘부르기’).

경비정들로 이뤄진 전단들이 이 지역 큰 호수들에 배치됐었다.
- 보덴 호수: ‘누메루스 바르카리오룸’(Numerus Barcariorum, ‘브리간티움’/브레겐츠에 본부)
- 뇌샤텔 호수: ‘클라시스 바르카리오룸’(Classis Barcariorum, ‘에부로두눔’/이버돈에 본부).

이곳 리메스의 코미타텐세스, 리펜세스, 리부르나리아 등은 네 지휘관의 지휘 하에 있었다:
- ‘둑스 라이티아이’
- ‘둑스 프로빈키아이 세쿠아니카이’
- ‘코메스 트락투스 아르겐토라텐시스’
- ‘둑스 게르마니아이 프리마이’

### 노리쿰

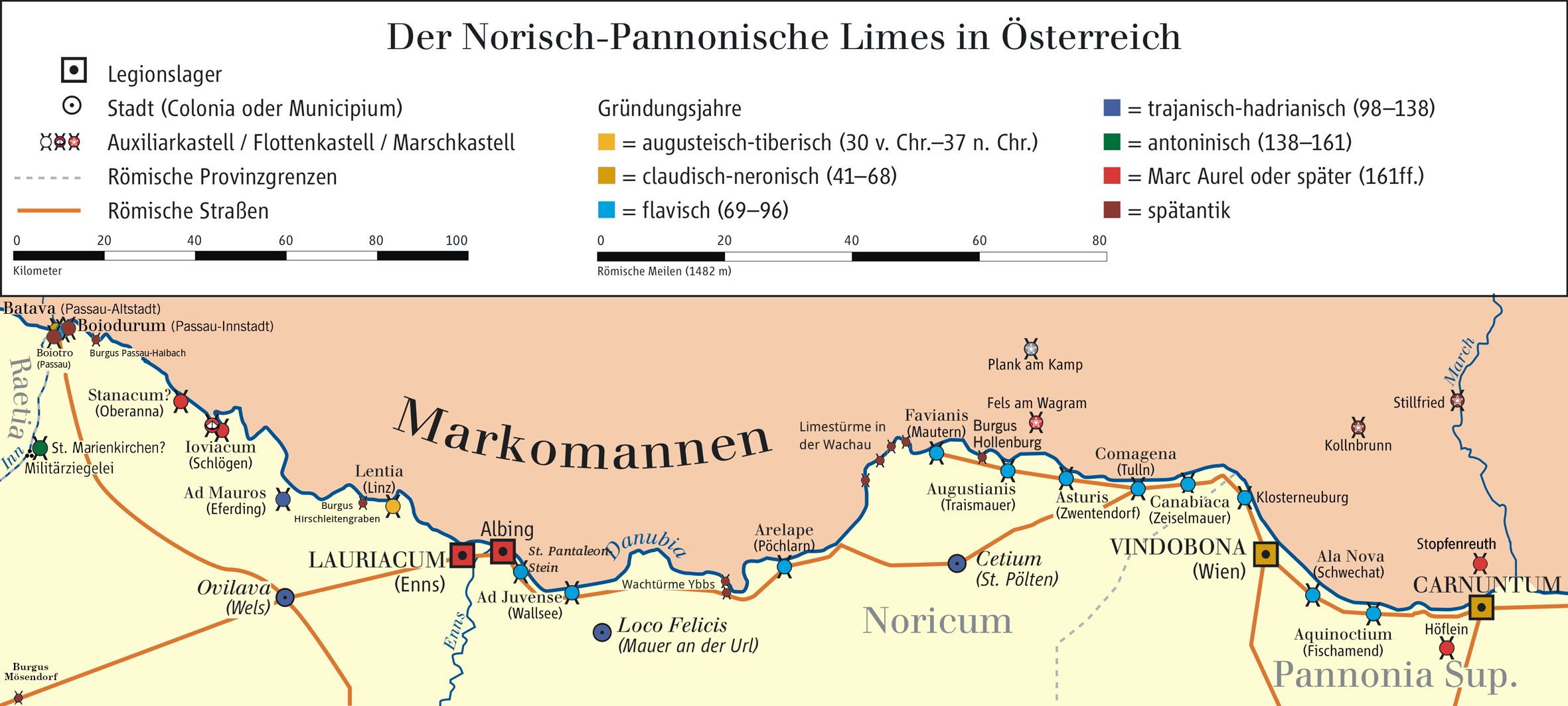
노리쿰 리메스 지도

이곳 리메스는 서기 1세기부터 5세기까지 존재했고 노리쿰 속주를 보호하였다.
오늘날 오스트리아 영토인 오버외스트라이히와 니더외스터라이히에 있었다. 도나우강을 따라 파사우/‘보이오두룸’에서 차이젤마우어/‘칸나비아카’까지 펼쳐 있었다. 노리쿰의 리메스는 일련의 코호르스들로 보호를 받는 ‘리파’ (ripa, 강 경계)이기도 했다. 이곳의 주요 도로는 육스타 암넴 다누비움 가도였다. 초창기에는 단순한 목제와 흙으로 된 구조물이 하드리아누스 황제 때 석제 건물로 체계적으로 전환되었다. 4세기 기간, 리메스는 한 차례 더 노후화되어서 대대적으로 보수되었다. 막사 사이, 전락적 지점 및 관찰하기 좋은 지점에는 고대 후기의 감시탑 및 신호탑인 ‘부르기’가 있었다. 중부 지점에 있는, 주둔지인 ‘카스트라 파비아니스’와 ‘카스트라 멜크’ 사이에, 감시탑들이 드문드문 지어졌다. 이곳의 빽빽하게 숲이 우거진 경사지대가 있는, 바하우의 좁고 긴 유역은 강둑에 접근하는 것을 더욱 어렵게 하였고, 어느 정도 방어 기능을 제공했다. 모든 주둔지마다 하구항이나 잔교와 저목장이 있었으며 도나우강이 국경 지대일뿐만이 아니라 또한 중요한 운송 수단이자 무역로였기 때문이었다. 시간이 흘러서 민간 정착지 혹은 ‘비키’가 주둔지 바로 옆에 지어졌다. 리메스의 바로 배후지에, 성벽으로 둘러싸인 마을들인 무니키피움들이 지어졌으며 예시로 ‘아일리움 케티움’이나 오빌라바 (벨스) 등이 세워졌다. 이러한 무니키품들은 이 지역 행정 및 상업 중심지이었다. 고대 후기에, 노리쿰 지역은 두 지역 (‘파르스 인페리오르’, ‘파르스 수페리오르’)으로 나뉘었다.  추가적인 방어선(‘카스트룸 로쿠스 펠리키스’)이 후방에 만들어졌을 것으로 보인다.
주둔군인 ‘엑세르키투스 노리쿠스’(Exercitus Noricus)는 대개 보조군 코로르스들과 ‘라우리아쿰/‘엔스에 배치되어 있고 전략적 예비로 활동했던 군단으로 구성되었다. 도나우강과 도나우강의 지류들에 대한 감시와 감독은 ‘클라시스 판노니아’의 몫이었다. 군단, 해군, 보조군 등의 부대들은 각각 총독들의 지휘를 받았다. ‘노티티아 디그니타툼’에 따르면 고대 후기에, 신설된 4개 전단이 이 임무를 맡았다고 한다. 3세기부터, 노리쿰의 코미타텐세스, 리펜세스 등은 다음의 두 지휘관들의 지휘 하에 있었다.
- ‘코메스 일리리키’
- ‘둑스 판노니아이 프라마이 에트 노리키 리펜시스’

### 판노니아

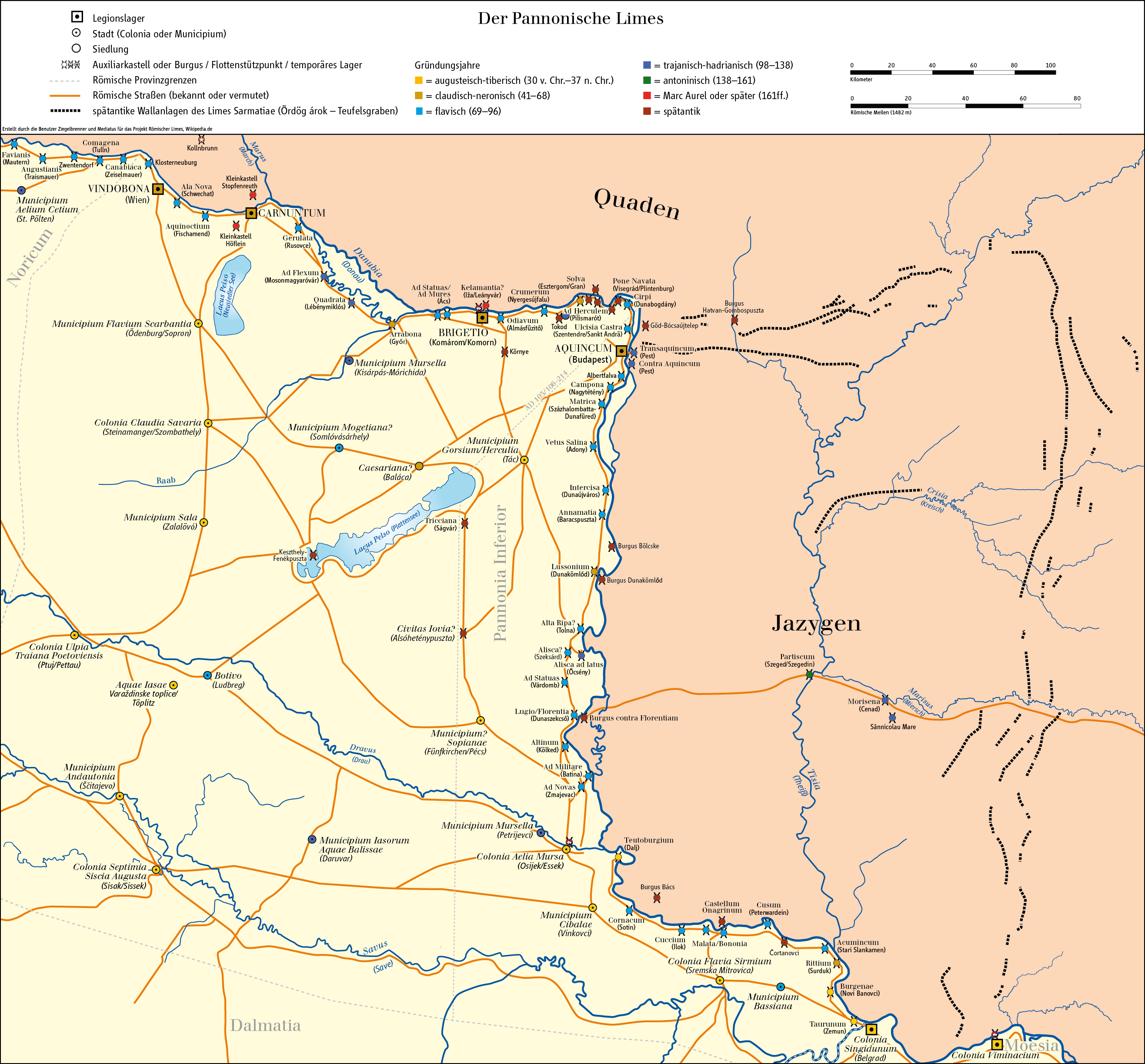
판노니아 리메스와 그 주변 방어시설의 지도

이곳의 리메스는 서기 1세기부터 5세기까지 사용되었고 다음의 속주들을 보호하였다:
- 판노니아 인페리오르
- 판노니아

판노니아 리메스는 오늘날 오스트리아, 슬로바키아, 헝가리에 있었다. 이곳의 리메스가 상대적으로 도나우강에 형성된 강 국경인 ‘리파’(Ripa)를 통해 상대적으로 잘 보호되었지만, 이곳의 로마의 군사적 존재감은 언제나 예외적으로 강했는데 3세기 후반에 다키아 속주를 포기한 뒤로 특히 이곳 리메스에 대해서 동쪽에서 온 이주민들의 압력이 강해졌기 때문이었다 (판노니아에는 군 주둔지가 세 개였지만, 판노니아 저지대에는 한 개에 불과했다). 도나우강으로 흐르는 지류들은 값싼 운송로를 제공하였지만, 또한 침입자들 및 약탈자들에게도 좋은 침입로를 제공했다. 따라서 군 주둔지는 중요한 여울 지대나 합류 지점 및 도로 종착점에 건설되었다. 군단 그리고 보조군 주둔지들은 주로 강기슭 바로 근접한 지점에 위치했다. 초창기의 목제 및 흙으로 이뤄진 구조물은 4세기에 석제로 하드리아누스 황제가 체계적으로 전환하고, 새로운 전략적 요구 사항을 맞추기 위해 대대적으로 강화하였다. 주둔지들 사이의 틈들은 일련의 감시탑 및 신호탑들로 채워졌다. 후기 로마 시대에 거대한 내륙의 주둔지가 건설되었고 배후의 도시들은 제2차 방어선 형성을 위해 요새화가 이뤄졌다. 추가적으로, 취약한 지점들에는 도나우 함대의 부대들이 배차되었다. 마르쿠스 아우렐리우스 황제 시기에, 판노니아의 석제 감시탑 (‘부르기’, 판자를 댄 탑과 소규모 요새 (praesidia) 등에 대한 언급이 처음 이뤄졌다. 고대 후기에, 판노니아 군사 지역은 두 지역 (‘파르스 인페리오르’와 ‘파르스 수페리오르’)으로 나뉘었다. 선제 방어는 교두보 주둔지(예로 ‘카스트라 콘트라 아퀸쿰’ 혹은 ‘켈레만티아’)와 군 주둔지 ‘바르바리쿰’ (예시로 인근 무소프)에 있는 주요 운송로에 배치된 군 주둔지들이 맡았다.

## 아프리카

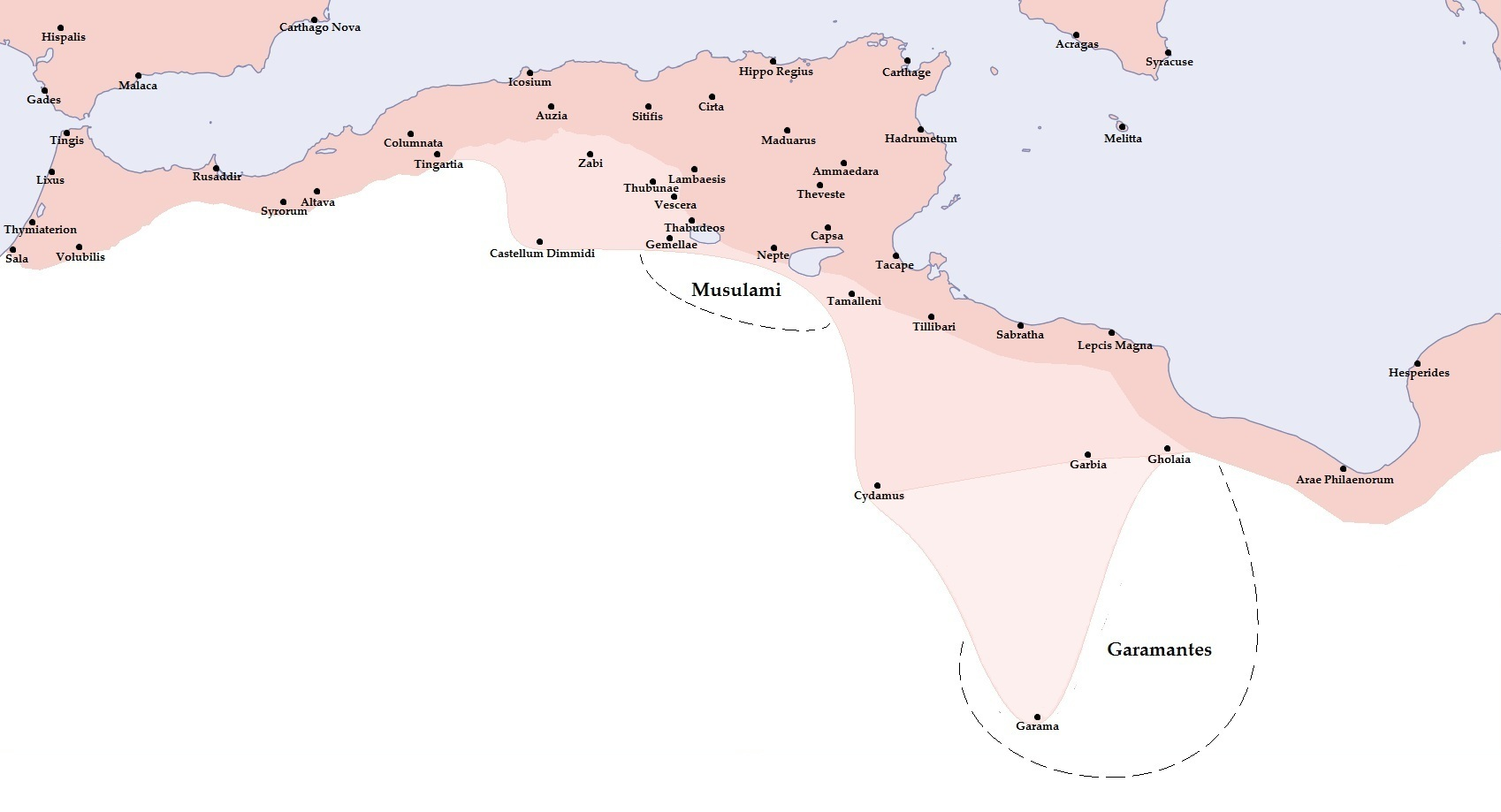
셉티미우스 세베루스 시기 리메스 아프리카누스 (서기 2세기 말 로마령 아프리카의 국경 (어두운색): 셉티미우스 세레루스는 리메스 트리폴리타누스를 극적으로 늘렸고 (중간색), 심지어는 일시적으로 가라만테스인들의 수도인 가라마를 203년에 군대를 주둔시키기도 했다)

로마 제국 최대 영역 당시에, 남쪽 경계는 중동의 아라비아 사막과 북아프리카의 사하라 사막을 따라 있었으며, 이 사막들은 확장을 막는 천연 장벽으로 그려졌다. 로마는 지중해 해안과 내륙에 펼쳐진 산맥들을 지배했었다. 로마인등은 시와 오아시스를 두 차례나 정착 시도를 했고 결국엔 시와를 유배지로 사용했다.
아프리카에서 로마인들은 많은 리메스들 (리메스 트리폴리타누스, 리메스 누미디아이 등등.)이 있는, 대서양에서 이집트까지 이어지는 사하라 북부 지역을 다스렸다.
최소 750km 길이의 ‘포사툼 아프리카이’(Fossatum Africae, 아프리카 참호)는 로마 제국의 남쪽 경계를 통제했고 하드리아누스 방벽과 구조적 유사점들이 있었다.
북아프리카 다른 지역들에도 유사점들이 있지만 좀 더 짧은 ‘포사타이’(fossatae)가 있다. 오늘날 튀니지의 마트마타(Matmata)와 타바가(Tabaga) 산맥에는, ‘포사툼’(fossatum)이 있었는데 이 시설은 제2차 세계대전에 재현되었다. 모로코의 부레그레그에 있는 포사툼은 20km인 것으로 보이며 그럼에도 이곳은 테오도시오스 법전 공포 범위에 들지 않았을 것으로 보이는데 그 당시에 이 지역이 행정적으로 말하는 아프리카에 있지 않았기 때문이었다.
마우레타니아 팅기타나 남쪽에, 3세기의 리메스가  살라 근처인 카사블랑카 바로 북쪽에 위치했었고 볼루빌리스로 뻗어 있었다.
셉티미우스 세베루스는 ‘리메스 트리폴리타누스’(Limes Tripolitanus)를 극적으로 확장시켰으며, 심지어는 서기 203년에는 가라마텐스의 수도인 가라마에 군대를 일시적으로 주둔시키기도 했다. 셉티미우스의 초창기 확장 성공의 많은 부분들은 아우구스타 제3군단의 군단장 퀸투스 안키우스 파우스투스가 이뤄낸 것이었다.
셉티미우스의 아프리카 정복 이후, 로마 제국은 아프리카 영역이 최대에 이르렀을 것이며, 그의 집권기 당시에 로마는 2백만 제곱 마일 (5.18 백만 제곱 킬로미터)에 달했다.

### 포사툼 아프리카이

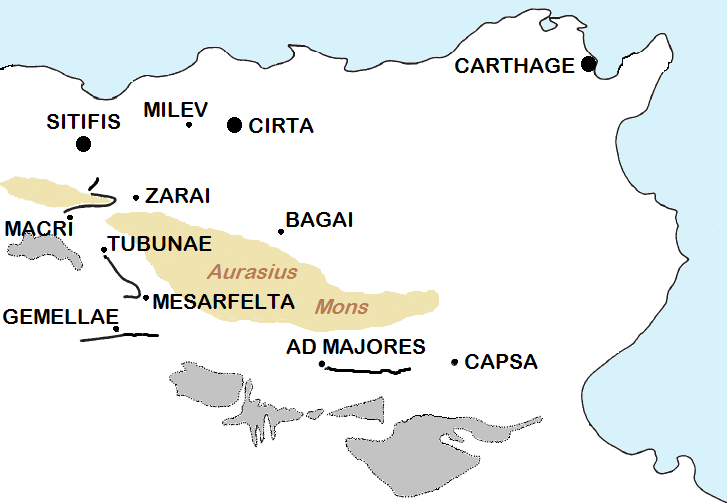
검은 선들은 포사툼 아프리카이의 4개 구역에 대한 대략적 경로들을 나타낸다

포사툼 아프리카이(Fossatum Africae, 아프리카 참호)는 아프리카 속주 내 로마 제국의 남쪽 국경을 보호 및 통제하기 위해 제정 기간에 건축된 북아프리카 지역에 위치한, 길이가 750 km 혹은 그 이상의 직선 모양 방어 구조물(리메스)이다. 영국에 있었던 로마의 북쪽 국경의 하드리아누스 방벽과 구조면에서 많은 유사점을 가졌던 것으로 여겨진다.
일반적으로 포사툼은 양쪽에 참호와, 참호에서 나온 재료들을 사용하여 흙으로 만든 제방들로 이뤄졌다. 이따금씩 제방들은 메쌓기로 된 돌벽으로 한쪽 혹은 양쪽으로 보강되었으며, 드물게, 참호가 없이 있는 돌벽 부분도 있었다. 포사툼의 너비는 보통 3–6 m였지만 예외적으로는 크면 20 m만큼 되기도 했었다. 가능한 경우, 포사툼이나 포사툼의 높은 성벽 부분이 경사외벽에 지어졌다.
게멜라이 인근의 발굴지에서는 깊이가 2~3m이고, 바닥의 너비는 1m이고, 위쪽의 너비는 2~3m인 포사툼이 있던 것을 나타낸다.
포사툼은 한 쪽에서 한 쪽이 시야에 완전히 들어가게 건설된, 많은 소형 감시탑들과 다량의 요새들로 이뤄졌다.

## 아시아 지역
리메스 아라비쿠스는 사막을 마주하고 있는 아라비아 페트라이아 속주의 국경이었다. 아카바만에서 시리아 북부까지 뻗어 있었으며, 최대 범위 당시에는 대략 1,500 킬로미터 (930 mi)에 달했다.

## 로마의 리메스 이후
홀슈타인의 ‘리메스 삭소니아이’는 서로마 제국의 명망이 오래 지난 이후인 서기 810년에 설립되었다. 샤를마뉴는 자신의 제국 (시간이 흘러 카롤링거 제국이라 불림)을 로마 제국의 진정한 후계자라고 생각했고 스스로를 ‘로마인들의 황제’라 칭했다. 공식 칙령들이 라틴어로 공표되었으며, 이 법령은 제국의 국경에 대한 명명에도 영향을 미쳤다.

## 갤러리

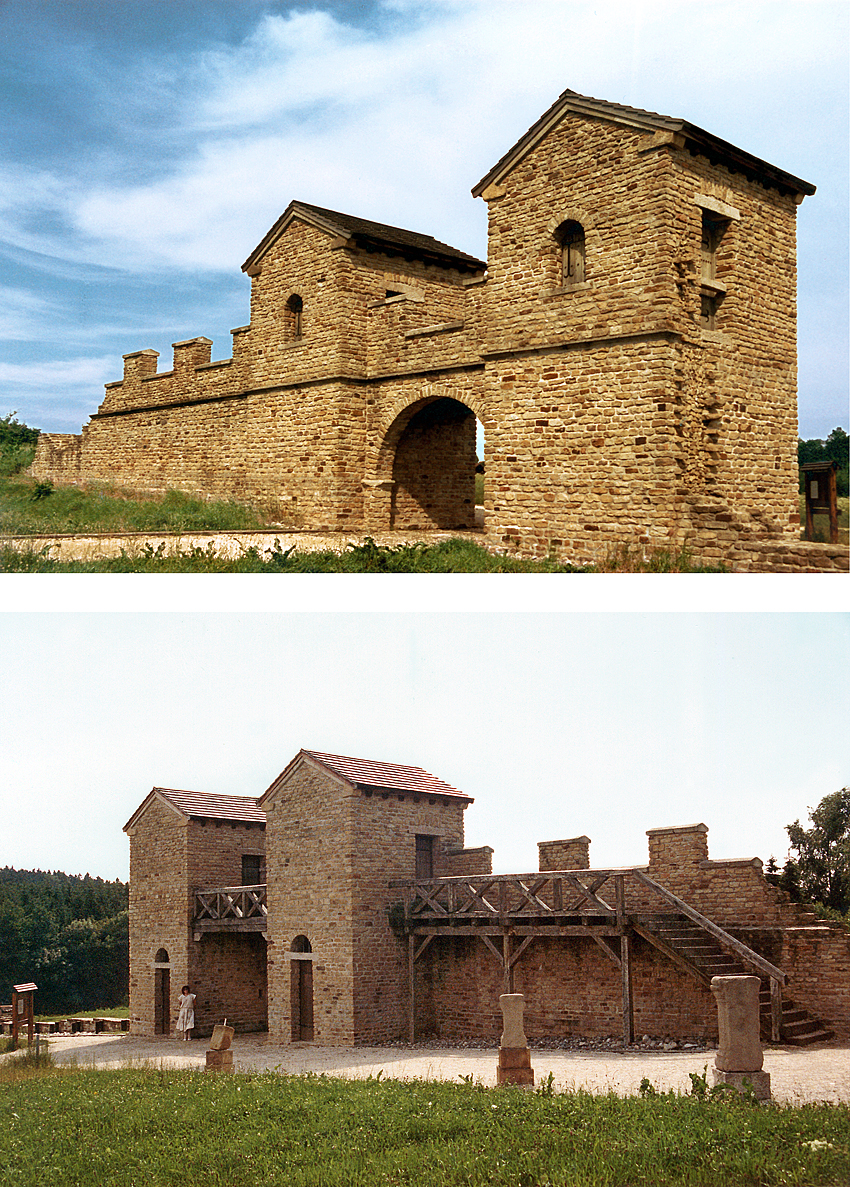
독일 벨츠하임에 있는 복원된 요새의 동쪽 문
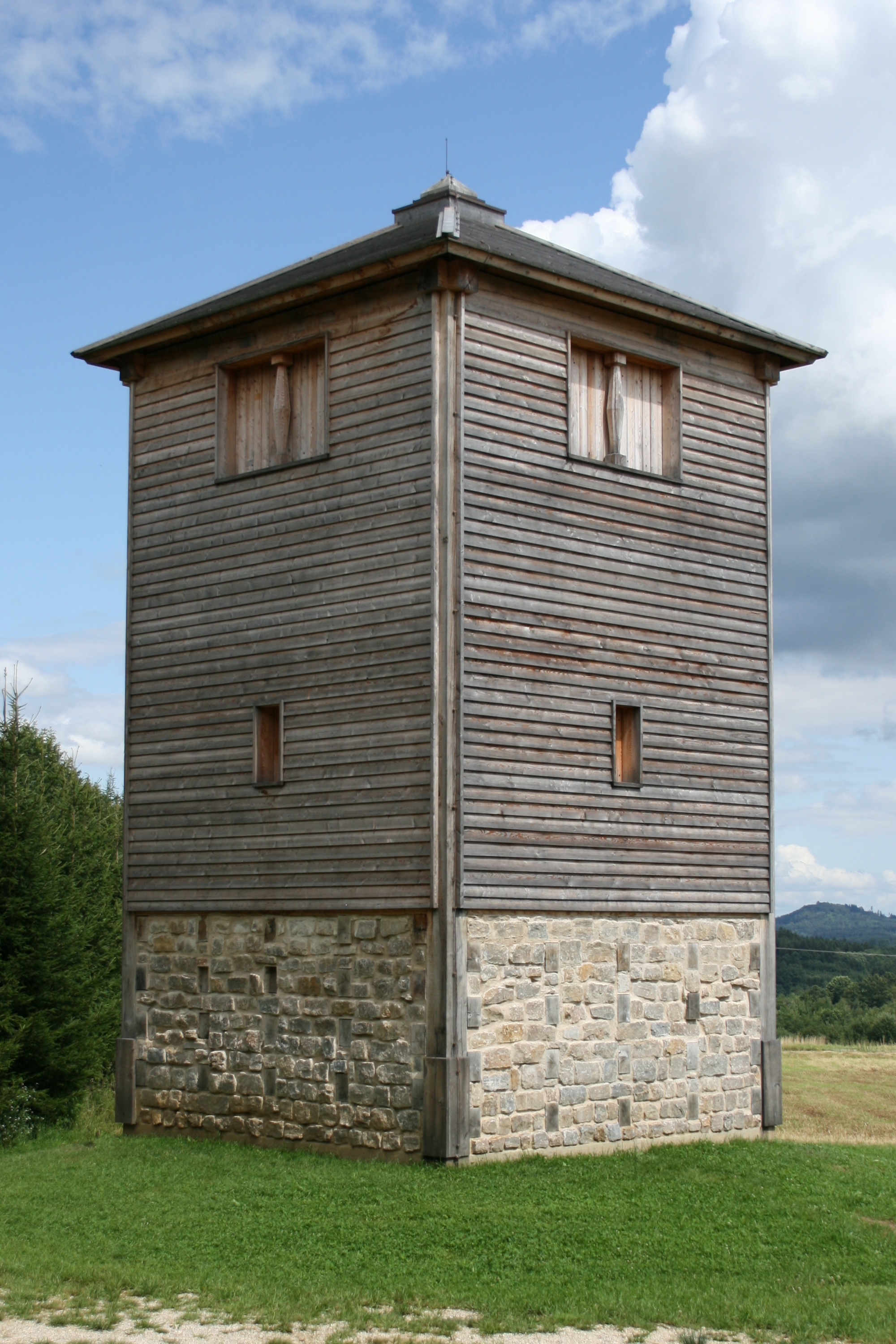
독일 라이나우 인근에 있는 복원된 목제 탑

## 같이 보기
- 로마의 군사 국경 및 요새 시설
- 만리장성 - 중국의 여러 왕조가 건설한, 유사한 크기와 기능을 가진 구조물
- 사산 방어 국경 - 사산 제국의 국경
- 리미타네이 - 후기 로마와 초기 비잔티움의 리미테스의 병사들
- 변경 - 중세 유럽의 국경 지대
- 페일 (행정) - 아일랜드의 잉글랜드 지배 하에 있는 목초지